# عارف الخاجة
عارف عمر عبد الرحمن محمد الخاجة (21 أبريل 1959 -)، مذيع، وصحفي، وشاعر، ومؤلف أغاني، وأناشيد وطنية إماراتي، مواليد دبي.

## دراسته
- ليسانس لغة عربية، شعبة الإعلام، تخصص علاقات عامة، جامعة الأزهر بالقاهرة، 1980م.[3]

## عمله ومناصبه
- مذيع ومساعـد للبرامج بتلفزيون دبي من 6/12/1980م إلى 18/1/1981م.
- مدير مكتب الإعـلام بعـجمان من 9/2/1981م إلى 1/4/1982م.
- رئيس قسم المحـليات بجـريدة البيان بدبي من 20/8/1983م إلى 1/2/1984م.
- مدير تحـرير مجـلة الرياضة والشباب من 7/1/1985م إلى 1/6/1995م.
- رئيس التحـرير التنفيذي لمجـلة المنتدى التي كانت تصدر عـن نادي سمو الشيخ محـمد بن راشـد آل مكتوم من 5/12/1995م إلى فبراير 2001م.
- تطوير القسم الثقافي بجريدة البيان وتأسيس صفحـة (البيان الثقافي) والإشراف العام عـليها أثناء إدارته لمجـلة الرياضة والشباب.

## الأوبريت والأناشيد
تأليف العـديد من الأوبريتات والأناشيد الوطنية والإنسانية والاجـتماعـية والرياضية ، من أهمّها :
- 1982م : نشيد دورة الخـليج السادسة لكرة القدم بأبوظبي .
- 1985م : نشيد المهرجـان الأول لثقافة الطفل / الدائرة الثقافية بالشارقة .
- 1986م : نشيد أولمبياد الشطرنج 27 / دبي .
- 1987م : نشيد البطولة العـربية العـسكرية الأولى لكرة السلّة / القوات المسلحـة بأبوظبي .
- 1987م : نشيد الجامعة / جامعة الإمارات .
- 1988م : نشيد يوم العلم / جـمعية أم المؤمنين بعـجـمان .
- 1988م : نشيد شرطة الشارقة .
- 1988م : نشيد المهرجـان الرابع لثقافة الطفل / الدائرة الثقافية بالشارقة .
- 1988م : أوبريت النخـلة الوطن بمناسبة المهرجـان الخـتامي للأنشطة التربوية/ وزارة التربية والتعـليم .
- 1990م : نشيد بطولة المدن الآسيوية للشطرنج / دبي .
- 1990م : أغـنية المونديال بمناسبة وصول منتخـب الإمارات لكرة القدم إلى نهائيات كأس العـالم في إيطاليا.
- 1994م : نشيد المؤتمر العام العاشر لمنظمة المدن العـربية / دبي .
- 1994م : نشيد دورة الخـليج الثانية عـشرة لكرة القدم بأبوظبي .
- 1994م : أوبريت حـلم الصحـراء بمناسبة افتتاح خـليجي 12 / أبوظبي .
- 1995م : أوبريت الإمارات / القوات المسلحـة بأبوظبي.
- 1996م : أوبريت الله يا وطن بمناسبة يوم التربية / وزارة التربية والتعـليم .
- 1996م : الأغـنية الدائمة لمهرجـان دبي للتسوق ( دبي دانة الدنيا ) .
- 1996م : نشيد بطولة كأس آسيا لكرة القدم للشباب / أبوظبي .
- 1996م : أوبريت المعـجـزة بمناسبة اليوبيل الفضي للدولة وعـيد جـلوس صاحـب السمو رئيس الدولة الثلاثين وافتتاح كأس آسيا 11/أبوظبي.
- 1997م : أوبريت أم الإمارات بمناسبة تكريم قرينة صاحـب السمو رئيس الدولة الشيخـة فاطمة بنت مبارك / أبوظبي .
- 1998م : أوبريت زغـاريد الخـليج بمناسبة انعـقاد مؤتمر قمة مجـلس التعـاون الخـليجي / أبوظبي .
- 1998م : أوبريت فارس العـرب بمناسبة احـتفالات الدولة بعـيد جـلوس صاحـب السمو رئيس الدولة الثاني والثلاثين وخـتام سباق القدرة للخـيول / أبوظبي .
- 2000م : أوبريت الشيخـة لطيفة بنت حـمدان آل نهيان بمناسبة الحـفل الخـتامي لمهرجـان دبي للتسوق .
- 2001م : أوبريت لزايد نغـني / جـامعـة الإمارات .
- 2001م : أوبريت دبي التي في خـاطري بمناسبة افتتاح أسبوع المفاجآت العلمية ضمن مفاجآت صيف دبي/ شرطة دبي .
- 2001م : نشيد القوات المسلحـة البحـرية / أبوظبي .
- 2002م : أوبريت ملتقى الشعـوب بمناسبة افتتاح مهرجـان شهر العـطاء / غـرفة تجـارة وصناعـة دبي .
- 2003م : أوبريت الإبداع أولا بمناسبة تكريم الفائزين بجـائزة لطيفة بنت محـمد لإبداعـات الطفولة / جـمعـية النهضة النسائية بدبي .
- 2003م : أوبريت الحـلم العـالمي بمناسبة افتتاح بطولة كأس العـالم لكرة القدم للشباب / أبوظبي.
- 2011م : أوبريت روح الاتحـاد بمناسبة مرور 40 سنة على تأسيس دولة الإمارات العربية المتحدة / مدينة زايد الرياضية ـ أبوظبي

عـدا عـن العديد من الأغاني والأناشيد المتفرّقة.

## الأعمال الأخرى
- وضع العديد من الأفكار إضافة إلى تأليف عـدد كبير من الأعـمال الفنية المسرحية والتلفزيونية، إضافة لإعـداده بعـض البرامج التلفزيونية لتلفزيون دبي وأبوظبي والشارقة مثل فوازير رمضان وبرنامج شاعـر من بلادي واعـترافات وأين الخـطأ وبصـراحـة وراشد الوالد والمعـلم ... وإلخ .

ابن الأرض

## أعماله الشعرية
له خـمس مجموعات شعرية:
- بيروت وجمرة العقبة / 1983م عـن دار الطليعـة بالكويت
- بيروت وجمرة العـقبة / 1986م عـن اتحـاد كتاب وأدباء الإمارات
- قلنا لنزيه القبرصلي / 1986م عـن المجـلس الثقافي للبنان الجنوبي
- عـلي بن المسك التهامي يُفاجئ قاتليه / 1989م عـن اتحـاد كتاب وأدباء الإمارات
- ديوان من المعسكر / 1990م عـن دار الخليج للطباعـة والصحافة والنشر بالشارقة .

## النشاطات
- مثل الإمارات في معـظم المنتديات واللقاءات الأدبية والشعـرية منذ عـام 1981م.
- كاتب منتظم، كتب في مجـلات زهـرة الخليج، الرياضة والشباب، كل الأسرة والصدى، والآن يكتب في زهرة الخـليج ، كما شارك بالكتابة المنتظمة في الملحـق الفني لجـريدة الاتحـاد، الملحـق الثقافي لجـريدة الخـليج، إضافة للصفحـة الفنية في جـريدة البيان، كذلك كانت له عـدة مساهمات في صـفحات الشعـر الشعـبي بجـريدة البيان.

## كلمات الأغاني
لحن له وغنى أعماله العاطفية والوطنية والرياضية والإنسانية عدد من كبار الفنانين العرب مثل محمد عبده، طلال مداح، أحمد الجميري، عبد الله الرويشد، نبيل شعيل، حسين الجسمي، أصالة نصري، أحلام، ديانا حداد، ميحد حمد، فايز السعيد، محمد الحلو، علي الحجار، رجاء بالمليح، راشد الماجد، علي عبد الستار، عبد الله بالخير، عبد الكريم عبد القادر، شادي الخليج، نوال الكويتية، رباب، أحمد فتحي، سعود أبو سلطان، ولحن له عمار الشريعي، يوسف المهنا، أنور عبد الله، إبراهيم جمعة، موسى محمد، خالد ناصر، مشعل العروج، عيد الفرج، إحسان المنذر.

## روابط خارجية
- عارف الخاجة على موقع موسوعة الديوان الشعرية